# Mój koncert
Mój koncert – drugi album studyjny Haliny Benedyk, wydany w 1988 roku nakładem wydawnictwa muzycznego Polskie Nagrania „Muza”. Album zawiera 10 utworów wokalistki, w tym tytułowy utwór „Mój koncert”, dzięki któremu artystka zdobyła nagrodę Międzynarodowej Organizacji Festiwali FIDOF dla najbardziej obiecującego talentu polskiej fonografii.

## Lista utworów
Opracowano na podstawie materiału źródłowego.
1. „Cały świat to Ty”
2. „Lubię chodzić zła”
3. „Są noce białe jak bzy”
4. „Jesteś muzyką”
5. „Moje drzewo”
6. „Mój koncert”
7. „Jak najczulej do mnie mów”
8. „Zacznij zmieniać świat od siebie”
9. „Nabrałam słońca w dłonie”
10. „Miłość kwitnie w nas”